# ويران شهر
ويران شهر (بالتركية: Viranşehir)‏ بلدة تقع إدارياً ضمن مقاطعة شانلي أورفة في تركيا في جنوب شرق تركيا ، على بعد 93 كم شرق مدينة شانلي أورفا و 53 كم شمال غرب جيلان بينار على الحدود السورية. في أواخر العصور القديمة ، كانت تعرف باسم قسطنطينا أو كونستانتيا (اليونانية: Κωνσταντίνη) من قبل الرومان والبيزنطيين ، وتيلا من قبل السكان الآشوريين / السريان المحليين.
بفضل العائدات من تصدير القطن ، تعد ويران شهر اليوم واحدة من أسرع المدن نموًا في تركيا ، حيث تضاعف عدد سكانها من 57,461 في عام 1990 إلى 121،382 في عام 2000 . بلغ عدد سكان الحضر 89،940 اعتبارًا من عام 2009. 
اعتُقلت رئيسة البلدية ليلى جوفين ، في ديسمبر / كانون الأول 2009 بموجب قانون مكافحة الإرهاب التركي. بدأت محاكمتها في 18 أكتوبر / تشرين الأول 2010. وأُطلق سراحها في يوليو / تموز 2014 مع 30 نائباً محلياً منتخباً آخر ، بعد أربع سنوات من الاحتجاز. 
انتُخب صالح أكينجي من حزب العدالة والتنمية (AKP) عمدة ويران شهر في الانتخابات المحلية التي أجريت في 31 مارس 2019. 

## أعلام
- دينيز قداح

## وصلات خارجية
- الموقع الرسمي